# José Navarro (labdarúgó)
José Navarro Aramburu (Lima, 1948. szeptember 24. –) válogatott perui labdarúgó, hátvéd.

## Pályafutása

### Klubcsapatban
1969 és 1971 között a Defensor Arica, 1973-ban a Deportivo Municipal, 1974-ben a Defensor Lima, 1975 és 1981 között a Sporting Cristal, 1982-ben a Juan Aurich labdarúgója volt. A Sportinggal két bajnoki címet nyert.

### A válogatottban
1972 és 1979 között 30 alkalommal szerepelt a perui válogatottban. Tagja volt az 1975-ös Copa América-győztes csapatnak. Részt vett az 1978-as argentínai világbajnokságon.

## Sikerei, díjai
Peru
- Copa América
  - aranyérmes: 1975

 Sporting Cristal
- Perui bajnokság
  - bajnok (2): 1979, 1980